# Cuadecuc, vampir
Cuadecuc, vampir è un film spagnolo del 1971 diretto da Pere Portabella.

## Trama
Il film rappresenta la storia di Dracula utilizzando del materiale ripreso dietro le quinte del film Il conte Dracula, integrato con scene che mostrano il cast di attori e il personale addetto alla lavorazione tra una ripresa e l'altra. Il film mostra anche come furono realizzati gli effetti speciali e i set, intervallando spesso questi momenti con riprese degli attori. Con l'eccezione della scena finale, nella quale Christopher Lee spiega la conclusione del romanzo, il film è per lo più muto, con rare musiche ed effetti sonori usati con parsimonia.

## Produzione
All'inizio degli anni Settanta, il regista madrileno Jesús Franco girò Il conte Dracula, coproduzione ispano-italo-tedesca, con Christopher Lee come protagonista. Il suo collega catalano ne approfittò per filmare un documentario, nel modo che poi sarebbe stato definito making of. Ispirandosi alle riprese originali e alle sue tetre scenografie, Portabella diede una propria versione della storia di Dracula, distaccandosi dal cinema ufficiale del franchismo e i optando per un avanguardismo proibito nella Spagna dell'epoca.
Il film fu girato in inglese e successivamente doppiato.

## Accoglienza critica
James Hoberman del New York Times lodò il film, definendolo "spettrale" e "tra i più apprezzati film d'avanguardia degli ultimi cinquant'anni". James Evans dello Starburst Magazine gli attribuì sette stelle su dieci, lodandone la fotografia e la colonna sonora.